# Justus Bode (Hofrat)
Justus Bode (* 27. Dezember 1793 in Braunfels; † 4. März 1857 in Hannover) war ein Königlich Hannoverscher Hofrat und außerordentliches Mitglied des Hannoverschen Staatsrats. Er war zunächst Erzieher und Lehrer des Kronprinzen, und diente dem sehbehinderten späteren König Georg V. von Hannover als Vorleser.

## Leben
Justus Bode wurde am 27. Dezember 1793 in der fürstlich solmsischen Residenzstadt Braunfels als Sohn des dortigen Pfarrers Hermann Ernst Bode geboren. Zunächst war er im Dienst des Hauses Bentheim tätig, wo er die Position eines fürstlich bentheimschen Kammerrats innehatte. Die älteste Tochter Wilhelmine des Fürsten Wilhelm zu Solms-Braunfels (1759–1837) war mit Fürst Alexius zu Bentheim und Steinfurt (1781–1866) verheiratet. Bode wirkte auch als Erzieher des jüngsten Bruders der ins Haus Bentheim verheirateten Prinzessin Wilhelmine zu Solms-Braunfels, des Prinzen Bernhard von Solms-Braunfels.  Der Kronprinz und spätere König von Hannover, Georg von Hannover, verbrachte einen großen Teil seiner Jugend in Berlin. Während dieser Zeit gehörte Justus Bode gemeinsam mit Karl Adolf von Lex und Johann Christian von Düring zu den Erziehern und Lehrern des Kronprinzen von Hannover. Dessen Mutter Friederike zu Mecklenburg (1778–1841) war durch Heiraten erst Prinzessin von Preußen, dann Prinzessin zu Solms-Braunfels und schließlich Königin von Hannover.
Heinrich Albert Oppermann beschreibt Bode in Zur Geschichte des Königreichs Hannover von 1832–1860:
" Den meisten Einfluß von allen dreien übt auf den jungen Fürsten der Hofrath Bode aus, ein mittelmäßig gebildeter und geistig ziemlich beschränkter Mann. Er ist „Vorleser Seiner Königlichen Hoheit“ und bekleidet schon seit der Thronbesteigung Ernst August’s diese Stelle; ihm lag es bis zu den März-Ereignissen allein ob, den Fürsten zu schulen, ihm die Zeitungen vorzulesen und deutsche und französische Literatur vorzutragen. Er hatte aber dabei die ihm vorgeschriebene Richtung streng zu befolgen, eher weniger als mehr mitzutheilen und alles das, was in den Kram der Camarilla nicht paßte, zu verschweigen. Daß Bode gewissenhaft nach dieser Vorschrift gehandelt hat, dafür bürgt uns sein Character. Er ist ein viel zu schüchterner Höfling, der sicher um kein Jota den ihn bezeichneten Weg überschreiten wird"
1839 kam Bode an den Hof von Hannover, zunächst als Justizrat, wo er darauf mit der angesehenen Stellung eines Königlich Hannoverschen Hofrats bestallt wurde. In dieser Rolle wurde er auch als Vorleser des Kronprinzen und des späteren Königs eingesetzt, der aufgrund einer Sehbehinderung auf Vorleser angewiesen war. Er übte dieses Amt zusammen mit u.a Ernst Rommel bis zu seinem Tod am 4. März 1857 aus.
1857 war Bode – ausgezeichnet mit dem Guelphen-Orden 4. Klasse, den er bereits 1843 erhalten hatte, sowie dem Herzoglich Sachsen-Ernestinischen Hausorden 4. Klasse – im Haus Augustenstraße 15 verzeichnet.

### Stellung am Hofe und Aufgaben
Als Hofrat und Lektor des Kronprinzen bezog Bode ein jährliches Gehalt von 1.400 Reichstalern, was ihn finanziell absicherte und seine wichtige Stellung innerhalb des Hofes widerspiegelte. Darüber hinaus wurde Bode in Anerkennung seiner Leistungen als Mitglied des Oberschulkollegiums ernannt, einer Institution, die für Bildungsangelegenheiten im Königreich Hannover verantwortlich war. Diese Position brachte ihm ein zusätzliches jährliches Gehalt von 300 Reichstalern ein. Er gehörte als außerordentliches Mitglied dem Hannoverschen Staatsrat, Abteilung des Inneren, an.
1844 ist er im Hof- und Staatshandbuch für das Königreich Hannover unter den Adjutanten des Kronprinzen von Hannover verzeichnet, des späteren Königs Georg V., 1848 als dessen Secretair.
Durch Bekanntmachung des Staatsministeriums vom 1. Juli 1848 wurde Bode – als Nachfolger von Generalpostmeister Wilhelm August von Rudloff – leitender Redakteur beziehungsweise 1850 Herausgeber des Hof- und Staatshandbuchs für das Königreich Hannover.

### Persönliches und familiäres Umfeld
Am 8. April 1840 übernahm Kronprinz Georg von Hannover in der Schlosskirche zu Hannover die Patenschaft für den jüngsten Sohn von Justus Bode. Dieser Sohn erhielt zu Ehren des Kronprinzen den Namen Georg. Die Patenschaft durch den Kronprinzen unterstreicht das enge Verhältnis zwischen der Familie Bode und dem Königshaus.

### Verwandtschaftliche Verbindungen
Justus Bode und Kronprinz Georg von Hannover waren entfernte Verwandte, da beide in Ludwig II. von Hessen, genannt „der Freimütige“, einen gemeinsamen Vorfahren hatten. Kronprinz Georg über Ludwigs ehelichen Sohn Wilhelm II., „der Mittlere“ und Justus Bode über Ludwigs Tochter Margarethe von dessen Mätresse Margarethe von Holzheim.
Diese genealogische Verbindung verdeutlicht die engen Verflechtungen innerhalb des deutschen Hochadels und der hohen Beamtenschaft.
Sein Cousins waren die Brüder Wilhelm Endemann und Friedrich Carl Endemann.
Justus Bode verstarb laut Kirchenbuch der Schloßkirche Hannover am 4. März 1857 an Herzschlag und wurde am 6. März 1857 beigesetzt.

### Literarische Rezeption
Justus Bode wird einmal, als Vater eines Karl Bode, zu dessen Leben der Protagonist recherchiert, in dem historischen Roman Das steinerne Herz von Arno Schmidt erwähnt, der 1956 veröffentlicht wurde.
Der hannoversche Hof von 1814 bis 1866: Hofstaat und Hofgesellschaft (Quellen und Darstellungen zur Geschichte Niedersachsens) von Cornelia Roolfs erwähnt Bode in 4 Kapiteln